# حارة الروض (الصافية)
حارة الروض هي إحدى حارات حي الصافية بمديرية الصافية إحد مديريات العاصمة اليمنية صنعاء، بلغ تعداد سكانها 6122 نسمة حسب تعداد اليمن لعام 2004.